# Hällums socken
Hällums socken i Västergötland ingick i Barne härad och området ingår sedan 1971 i Vara kommun och motsvarar från 2016 Hällums distrikt.
Socknens areal är 11,67 kvadratkilometer varav 11,44 land. År 2000 fanns här 114 invånare. Sockenkyrkan Hällums kyrka ligger i socknen.

## Administrativ historik
Socknen har medeltida ursprung.
Vid kommunreformen 1862 övergick socknens ansvar för de kyrkliga frågorna till Hällums församling och för de borgerliga frågorna bildades Hällums landskommun. Landskommunen uppgick 1952 i Ryda landskommun som 1967 uppgick i Vara köping som 1971 ombildades till Vara kommun. Församlingen uppgick 2002 i Vara församling.
1 januari 2016 inrättades distriktet Hällum, med samma omfattning som församlingen hade 1999/2000. 
Socknen har tillhört län, fögderier, tingslag och domsagor enligt vad som beskrivs i artikeln Barne härad. De indelta soldaterna tillhörde Skaraborgs regemente, Skånings kompani och Västgöta regemente, Barne kompani.

## Geografi
Hällums socken ligger nordost om Vara kring Lidan med Afsån i nordväst. Socknen är en uppodlad slättbygd på Varaslätten.
Invid Lidan, i socknens mitt, ligger Hällums kyrka och strax söder om kyrkan ligger Stora Halla herrgård. I socknens sydvästra del ligger Hällebergs gård.

## Fornlämningar
Lösfynd från stenåldern är funna.

## Namnet
Namnet skrevs 1409 Hællem och kommer från den forna kyrkbyn. Namnet innehåller häll, 'berghäll' och hem, 'boplats, gård'.